# Koigokoro
«Koigokoro» (en español: «El primer amor») es el tercer sencillo lanzado por la cantante japonesa Akane Sugazaki el 28 de mayo del año 2003.

## Canciones
1. «Koigokoro»
2. «Boyfriend»
3. «Koigokoro» ～Instrumental～

## Anime
La canción «Koigokoro» es el primer ending de la serie de animación japonesa Tantei Gakuen Q (va del episodio 1 al 11).